# Tlia
Tlia (ros. Tli) – wieś w Osetii Południowej, w regionie Dżawa. W 2015 roku liczyła 5 mieszkańców.